# Danny Federici
Daniel Paul Federici, kendt som Danny Federici (23. januar 1950 – 17. april 2008), var en amerikansk musiker, især kendt for sit spil på hammondorgel og harmonika i Bruce Springsteens E Street Band.
Danny Federici begyndte at spille harmonika som syvårig, inspireret af tv-shows. Han blev snart så dygtig til at spille klassiske musikstykker og polkaer, at hans mor skaffede ham jobs til fester og på klubber samt radio. Under sine fortsatte studier af klassisk musik blev han opmærksom på instrumentets muligheder i blues og jazz. Han dannede sammen med Vini Lopez orkestret Child, mens han i slutningen af 1960'erne gik i high school, og der mødte han første gang Bruce Springsteen, som blev brugt som sanger. De to spillede også sammen i andre sammenhænge, inden Springsteen i begyndelsen af 1970'erne blev centrum og dannede E Street Band, der officielt eksisterede fra efteråret 1974, men som uofficielt havde fungeret et par år forinden.
Danny Federici var med i E Steet Band fra begyndelsen sammen med blandt andet Vini Lopez, og han satte sit markante fingeraftryk på orkestrets lyd. Orgel- og harmonikalyden var ofte lidt i baggrunden, men f.eks. i et af Springsteens store hits, Hungry Hearts fra The River, spiller Federicis hammondorgel en meget fremtrædende rolle, og på 4th of July, Asbury Park giver han en markant harmonikasolo.
Under E Street Bands lange inaktive periode i 1990'erne fik Federici taget sin ungdoms jazzinteresse op og udgav i 1997 albummet Flemington, opkaldt efter hans barndomsby i New Jersey. E Street Band havde i perioden enkelte genforeninger, men først i 1999 blev orkestret for alvor genforenet. Federici fortsatte dog parallelt hermed at forfølge sin jazzinteresse og udgav et web-album, Sweet, i 2004; denne blev officielt udsendt med titlen Out of a Dream det følgende år.
I 2007 blev det annonceret, at Federici holdt pause fra E Street Band som følge af en form for hudkræft, nemlig malignt melanom. Han nåede kun yderligere en kort optræden med Springsteen og co., inden han døde af kræftlidelsen.